# Игор Смољников
Игор Александрович Смољников (рус. Игорь Александрович Смольников; Каменск Ураљски, 8. август 1988) професионални је руски фудбалер који игра на позицијама десни бек. Фудбалом се професионално бави од 2006, а од 2013. игра за руски Зенит из Санкт Петербурга у Руској премијер лиги. Са Зенитом је освојио титулу националног првака у сезони 2014/15. и трофеј националног купа у сезони 2015/16. 
Члан је сениорске репрезентације Русије од 2013. године. 

## Клупска каријера
Иако је поникао у школи фудбала московске Локомотиве, Смољников је професионалну каријеру започео током сезоне 2006. у московском премијерлигашу Торпеду одакле је након једне и по сезоне прешао у редове матичне Локомотиве са којом је потписао четворогодишњи уговор. Међутим током трајања тог уговора није успео да се наметне тренерима главног тима, те је највећи део тог периода провео играјући као позајмљен играч у екипама Урала, Чите, Жемчужине и Ростова. 
По истеку уговора са московским тимом, у јуну 2012. прелази у редове Краснодара за који је током две сезоне одиграо тек 31 утакмицу. У августу 2013. потписује вишегодишњи уговор са Зенитом из Санкт Петербурга вредан око 6 милиона евра. Играјући у дресу Зенита Смољников је освојио титулу националног првака у сезони 2014/15, трофеј победника купа у сезони 2015/16, те два трофеја националног Суперкупа 2015. и 2016. године. 

## Репрезентативна каријера
За сениорску репрезентацију Русије дебитовао је у пријатељској утакмици против Јужне Кореје играној 19. новембра 2013. године. Потом је одиграо готово комплетне квалификације за Европско првенство 2016, а одиграо је и све три утакмице у групној фази првенства. 
Био је део репрезентације и на Купу конфедерација 2017. гд је одиграо последњу утакмицу групне фазе против Мексика. Такође је уврштен и у састав репрезентације за Светско првенство 2018. чији домаћин је била Русија.

### Списак репрезентативних наступа
Ажурирано 14. јуна 2018.
| Списак такмичарских утакмица у дресу репрезентације Русије | Списак такмичарских утакмица у дресу репрезентације Русије | Списак такмичарских утакмица у дресу репрезентације Русије | Списак такмичарских утакмица у дресу репрезентације Русије | Списак такмичарских утакмица у дресу репрезентације Русије | Списак такмичарских утакмица у дресу репрезентације Русије | Списак такмичарских утакмица у дресу репрезентације Русије |
| №                                                          | Датум                                                      | Противник                                                  | Резултат                                                   | Голови                                                     | Тип утакмице                                               |                                                            |
| ---------------------------------------------------------- | ---------------------------------------------------------- | ---------------------------------------------------------- | ---------------------------------------------------------- | ---------------------------------------------------------- | ---------------------------------------------------------- | ---------------------------------------------------------- |
| 3                                                          | 8. септембар 2014.                                         | Лихтенштајн                                                | 4:0                                                        | —                                                          | Квалификације за ЕП 2016.                                  |                                                            |
| 4                                                          | 9. октобар 2014.                                           | Шведска                                                    | 1:1                                                        | —                                                          | Квалификације за ЕП 2016.                                  |                                                            |
| 5                                                          | 27. март 2015.                                             | Црна Гора                                                  | 3:0                                                        | —                                                          | Квалификације за ЕП 2016.                                  |                                                            |
| 7                                                          | 14. јун 2015.                                              | Аустрија                                                   | 0:1                                                        | —                                                          | Квалификације за ЕП 2016.                                  |                                                            |
| 8                                                          | 5. септембар 2015.                                         | Шведска                                                    | 1:0                                                        | —                                                          | Квалификације за ЕП 2016.                                  |                                                            |
| 9                                                          | 8. септембар 2015.                                         | Лихтенштајн                                                | 7:0                                                        | —                                                          | Квалификације за ЕП 2016.                                  |                                                            |
| 10                                                         | 9. октобар 2015.                                           | Молдавија                                                  | 2:1                                                        | —                                                          | Квалификације за ЕП 2016.                                  |                                                            |
| 15                                                         | 11. јун 2016.                                              | Енглеска                                                   | 1:1                                                        | —                                                          | Европско првенство 2016.                                   |                                                            |
| 16                                                         | 15. јун 2016.                                              | Словачка                                                   | 1:2                                                        | —                                                          | Европско првенство 2016.                                   |                                                            |
| 17                                                         | 22. јун 2016.                                              | Велс                                                       | 0:3                                                        | —                                                          | Европско првенство 2016.                                   |                                                            |
| 21                                                         | 24. јун 2017.                                              | Мексико                                                    | 1:2                                                        | —                                                          | Куп конфедерација 2017.                                    |                                                            |